# Верхній Бердянський маяк
Маяк Верхній Бердянський — маяк, розміщений на півночі Азовського моря біля міста Бердянськ. Він вказує шлях до Бердянського порту, який знаходиться в Бердянській затоці.

## Історія
В 1838 році на Бердянській косі було збудовано маяк. Він показував шлях в Бердянську затоку, проте, судна які обгинали косу та входили в затоку, були змушені рухатись до порту не маючи чітких орієнтирів. Для того щоб судна могли орієнтуватись в затоці, прямуючи до порту в 1877 році було збудовано ще один маяк. Через те, що маяк який було збудовано в 1877 р., знаходився північніше, його назвали «Верхнім» (Верхній Бердянський маяк). Маяк, який розміщений на косі, навпаки, назвали «Нижнім» (Нижній Бердянський маяк).
Джерелом світла служили гасові лампи і апарат системи Френеля ІІІ розряду. За час свого існування маяк пережив ряд модернізацій, гасове освітлення замінено електричним, згодом встановлено радіомаяк.
Верхній Бердянський маяк працює до сьогодні. Повсякденно працює обертова електромаякова апаратура. Радіомаяк, встановлений на висоті 70 метрів, включають у випадку необхідності.